# Slamnjak
Slamnjak je naselje v Občini Ljutomer.